# Davide Zanetti
Davide Zanetti (Gardone Val Trompia, 14 marzo 1995) è un rugbista a 15 italiano, seconda linea del Calvisano.

## Biografia
Debuttante nel 2010 in selezione lombarda con Fiumicello, passò poi per Calvisano e frequentò l'Accademia federale di Parma.
Nel 2015 tornò a Calvisano con cui, al 2020, ha vinto due scudetti; nel 2015-16 fu anche permit player della franchise federale delle Zebre in Pro12.

## Palmarès
- Campionati italiani: 2
Calvisano: 2016-17, 2018-19